# 445 до н. е.

## Події
- консули Риму Марк Генуцій Авгурін та Гай Курцій Філон
- 83 олімпіада, рік четвертий
- (близько до) подорож Ґеродота Північним Причорномор'ям
- кінець 446/445 р. Тридцятирічний (Периклів) мир між Пелопоннеською спілкою та Афінською сіммахією
- народний трибун Гай Канулей провів закон, названий його іменем — Lex Canuleia, який дозволив законні шлюби патриціїв з плебеями (Lex Canuleia de conubio patrum et plebis).

## Померли
| рік | Це незавершена стаття про рік. Ви можете допомогти проєкту, виправивши або дописавши її. |